# 五指湖

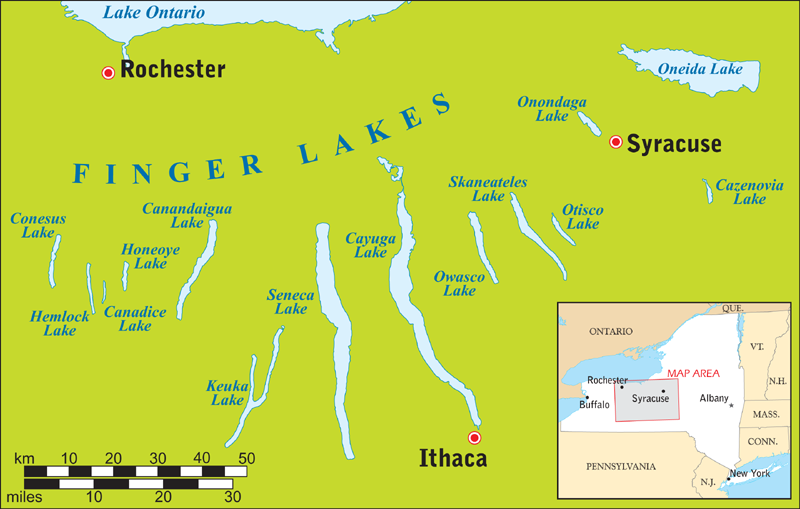
湖區地圖

五指湖 （英語：Finger Lakes）是位於美國紐約上州中西部、安大略湖以南的湖群，由上次冰期在原來谷地上的冰川收縮形成。
從地圖上看形似手指而得名。
湖群有十一個湖泊，但只有當中首七個的資格是公認的：
- 奧蒂斯科湖
- 斯堪尼泰拉斯湖
- 奧瓦斯克湖（英语：Owasco Lake）
- 卡尤加湖
- 塞内卡湖
- 奎爾加湖（英语：Keuka Lake）
- 加拿戴奎湖（英语：Canandaigua Lake）
- 洪尼恩業湖（英语：Honeoye Lake）
- 卡那戴斯湖（英语：Canadice Lake）
- 漢姆萊克湖（英语：Hemlock Lake）
- 康尼薩斯湖（英语：Conesus Lake）